# SN 2003J
SN 2003J – supernowa typu II-P odkryta 11 stycznia 2003 roku w galaktyce NGC 4157. W momencie odkrycia miała maksymalną jasność 16,70m.